# Mesovelia egorovi
Mesovelia egorovi är en insektsart som beskrevs av Kanyukova 1981. Mesovelia egorovi ingår i släktet Mesovelia och familjen vattenspringare. Inga underarter finns listade i Catalogue of Life.